# Polygonales
Polygonales is de botanische naam voor een orde van tweezaadlobbige planten. De naam is afgeleid uit de familienaam Polygonaceae. Een orde onder deze naam wordt regelmatig erkend door systemen voor plantentaxonomie.
In het Cronquist-systeem (1981), waar de orde geplaatst werd in een onderklasse Caryophyllidae, was de omschrijving:
- orde Polygonales
  - familie Polygonaceae

Dit is dezelfde omschrijving als in het Wettstein-systeem (1935), waar de orde werd ingedeeld in de onderklasse Choripetalae.
In het APG-systeem (1998) en het APG II-systeem (2003) wordt de orde niet erkend, maar wordt de familie Polygonaceae ingevoegd in de orde Caryophyllales. Sommige moderne plantensystematici splitsen opnieuw een orde onder deze naam af, maar met een nieuwe omschrijving.